# Scipione de’ Ricci
Scipione de' Ricci (Firenze, 1741. január 7. – Rignana, 1810. január 27.) toscanai püspök és teológus író.

## Életútja
Nemes család sarja. Apja Pietro Ricci szenátor volt Firenzében, a híres jezsuita-generális pedig nagybátyja. Az egyházi pályára lépvén, csakhamar pistojai és pratói püspökké tették. Ebben az állásban I. Lipót toszkánai nagyherceggel vállvetve a felvilágosodás eszméinek terjesztése körül buzgólkodott, kikelt a pápai mindenhatóság ellen és a szerzetesrendeket a püspökök fennhatóságának akarta alávetni. Azonban püspöktársai a firenzei zsinaton, valamint a köznép Ricci tervei ellen nyilatkoztak, akinek I. Lipót távozásakor (1790) Pistojából elmenekülnie és püspöki méltóságáról lemondania kellett. VI. Piusz pápa Riccit tanai miatt az Auctorem fidei bullában mint eretneket elitélte. Ricci igazolni iparkodott ugyan tanait, de az itéletben megnyugodott és csöndes magányban töltötte utolsó éveit.